# Pseudopoda virgata
Pseudopoda virgata là một loài nhện trong họ Sparassidae.
Loài này thuộc chi Pseudopoda. Pseudopoda virgata được Irving Fox miêu tả năm 1936.